# Eine Mutter und ihre Kinder

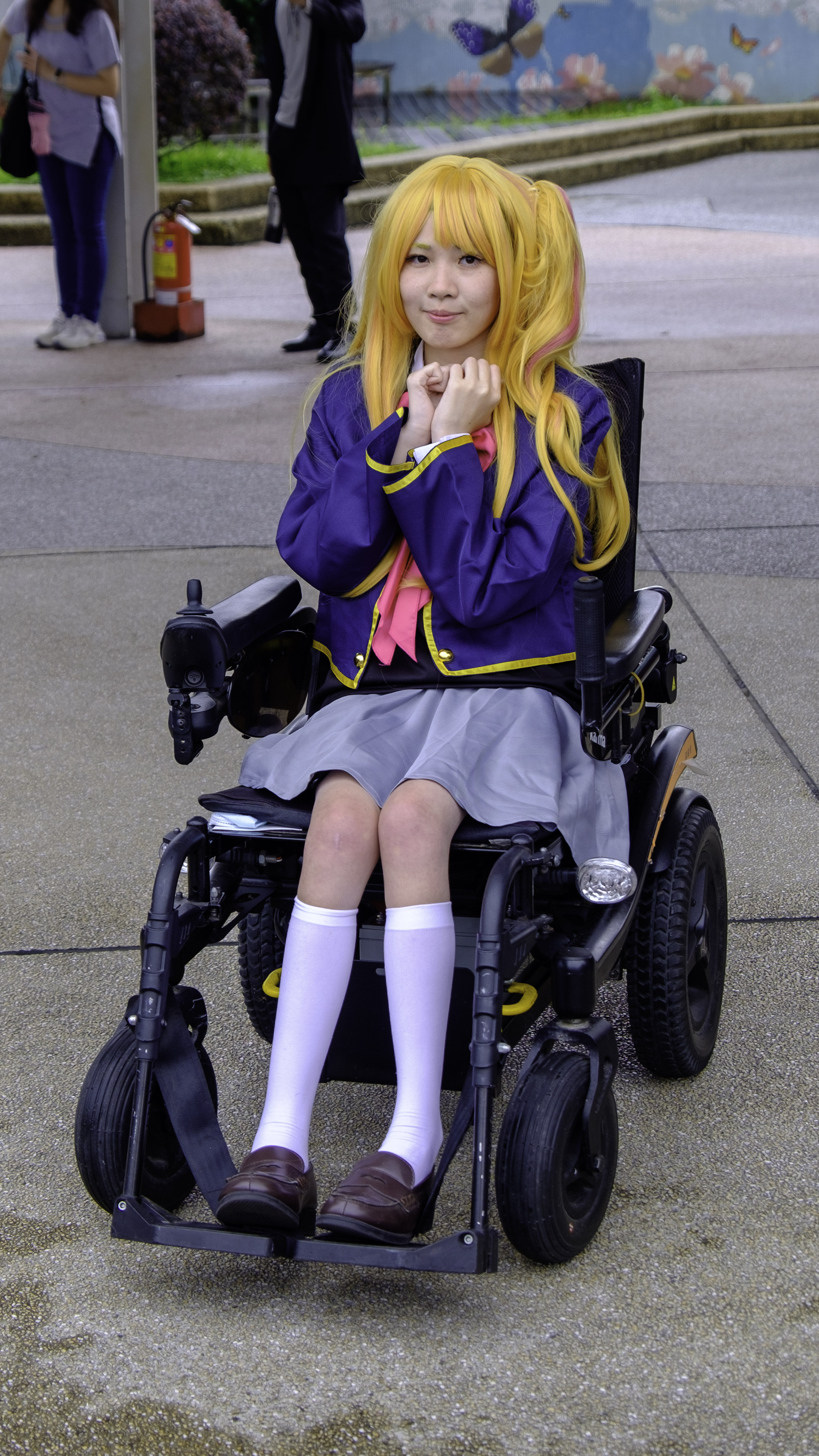
Eine Cosplayerin als Ruby Hoshino, 2023.

Eine Mutter und ihre Kinder (Originaltitel: 母と子 Haha to Ko, englischer Titel Mother and Children) ist die erste Episode der ersten Staffel der Anime-Fernsehserie Oshi no Ko (【推しの子】), die am 12. April 2023 erstmals im japanischen Fernsehen und international im Simulcast gezeigt wurde. Sie basiert auf die gleichnamige Mangareihe von Aka Akasaka und Mengo Yokoyari, die in Deutschland unter dem Namen Mein*Star erscheint.
Eine Vorab-Premiere fand am 17. März gleichen Jahres in 50 Kinos in ganz Japan statt; in Deutschland wurde die Episode vorab am 1. und 2. April 2023 im Cinedom in Köln sowie im Mathäser-Filmpalast in München in Originalsprache mit deutschen Untertiteln gezeigt; in den Vereinigten Staaten erfolgte die Vorab-Premiere im Rahmen der Anime-Boston-Convention.
Die Episode erzählt die Vorgeschichte zur eigentlichen Handlung der Geschichte.

## Handlung
Der Gynäkologe Gorō Amemiya, der an einem ländlich gelegenen Krankenhaus arbeitet, ist ein überzeugter Fan der Idol-Gruppe B-Komachi, insbesondere von der 16-jährigen Ai Hoshino, die diese Gruppe anführt. Als er eines Tages von einer Krankenschwester dabei erwischt wird, wie er in einem Patientenzimmer eine Live-DVD von B-Komachi ansieht und von ihr auf den krankheitsbedingten Rückzug seines geliebten Idols erfährt, erklärt Gorō ihr in einer gemeinsamen Pause den Hintergrund für seine scheinbare Besessenheit für das Idol Ai. Gorō habe bereits in diesem Krankenhaus sein Praktikum absolviert und sei eines Tages einer Patientin begegnet, die sein Leben nachhaltig prägen sollte: Sarina Tendōji. Sie war an einem bösartigen Hirntumor erkrankt und hatte – ohne sein damaliges Wissen – nur noch kurz zu leben. Sie hatte ihn gefragt, ob er sich manchmal auch vorstellen würde, wie es wäre, als Kind eines Prominenten wiedergeboren zu werden. Gorō erklärte ihr kurz vor ihrem Tod, dass sie selbst ein Idol werden könnte und versprach ihr dann ihr erster und größter Fan zu werden.
Im Untersuchungszimmer trifft er auf seine nächste Patientin, die ihm bekannt vorkommt. Es ist keine andere als das kürzlich zurückgetretene Idol Ai Hoshino, die von Gorō verehrt wird. Mit dabei ist ihr Manager und Ziehvater Ichigo Saitō. Nach der Untersuchung steht fest: Hoshino ist mit Zwillingen schwanger. Da niemand davon weiß und auch der Vater der ungeborenen Kinder unbekannt ist, droht ein Skandal auszubrechen sollte dies an die Öffentlichkeit dringen. Nach einem längeren Gespräch zwischen Hoshino und dem jungen Arzt, beschließt Gorō ihre Kinder gesund zur Welt zu bringen. Doch am Abend der Geburt wird Gorō auf dem Heimweg von einer unbekannten Person überrascht, der sich als Stalker herausstellt. Gorō folgt diesem in einen naheliegenden Wald, wird dort von dem unbekannten Mann aus dem Hinterhalt überrascht und von einer Klippe gestoßen, wodurch der junge Arzt infolge der schweren Verletzungen verstirbt. Im Moment seines Todes denkt Gorō an Sarina zurück und erinnert sich an ihre Frage, wie es sei, als Kind eines Prominenten wiedergeboren zu werden.
Als Gorō seine Augen öffnet findet er sich im Körper eines Babys wieder. Er wurde als Aquamarine Hoshino wiedergeboren und hat dabei die Erinnerungen an sein früheres Leben behalten. Und auch seine Zwillingsschwester Ruby scheint eine Wiedergeborene zu sein. Während Ai an ihrem Comeback als Idol arbeitet, werden die beiden Kinder von Ichigos junger Ehefrau Miyako gehütet, schließlich soll die Existenz der beiden Kinder geheim bleiben. Miyako, die mit der Fürsorge der beiden Kinder zunächst sichtlich überfordert und sich nicht mit ihrer unzufriedenstellenden Situation anfreunden will, droht selbst an die Öffentlichkeit zu gehen und das Geheimnis um Ais Kinder zu lüften. Dies können Aqua und Ruby verhindern, indem sie ihr Geheimnis, trotz ihres Alters normal sprechen zu können, aufgeben und sich als Gesandte der Götter ausgeben. Mit Miyakos Unterstützung gelangen sie unter anderem so auf ein spezielles Musikevent oder an das Set für den Dreh einer Fernsehserie, wo Aqua Bekanntschaft mit dem Regisseur Taishi Gotanda macht. Dieser hat Gefallen an ihm gefunden und bietet Aqua an, nachdem dessen Mutter aufgrund ihres Talentes auf Druck einer anderen Agentur herausgeschnitten werden musste, dass Ai in seinem nächsten Film mitspielen kann unter der Bedingung, dass auch Aqua selbst im Film eine Rolle übernimmt. Am Filmset treffen die inzwischen dreijährigen Aqua und Ruby auf die Kinderdarstellerin Kana Arima, die alles andere als begeistert davon ist, dass Ai und Aqua kurzfristig eine Rolle in dem Film erhalten haben. Beim Dreh der Szene kann Aqua Kana in den Schatten stellen ohne wirklich zu schauspielern. In einem anschließenden Gespräch erklärt Gotanda Aqua, dass es beim Schauspielern vor allem auf die Kommunikationsfähigkeit ankomme und er hoffe, dass Aqua zu einem Schauspieler wird, der die Ideen eines Regisseurs umsetzen kann. Der Film entpuppt sich als ein kommerzieller Erfolg und auch Ai erhielt durch ihre Rolle in dem Werk massive Bekanntheit, sodass sie schließlich für Foto-Shootings und in diverse Fernsehshows als Gast eingeladen wird.
Eine Woche vor B-Komichis größtem Konzert im Tokyo Dome, Ai ist fast 20 Jahre alt, beschließt diese, nachdem sie ein Gespräch ihrer Kinder über ihren Vater überhört hatte, diesen zu kontaktieren, damit er die beiden kennenlernt. Ai denkt an ihre Vergangenheit zurück und erinnert sich an das erste Treffen mit Saitō, der damals nach neuen Mitgliedern für seine Idol-Gruppe suchte. Anfangs ablehnend eingestellt erzählte sie ihm, dass sie ohne Vater aufgewachsen sei und ihre Mutter aufgrund Diebstahls festgenommen wurde, wodurch sie zwischenzeitlich in ein Waisenhaus unterkam. Ihre Mutter hat Ai nach ihrer Entlassung nicht aus dem Waisenhaus geholt, deswegen sie ein gestörtes Menschenbild entwickelte und keine Liebe empfinden könne. Sie änderte ihre Meinung letztendlich, nachdem Saitō ihr sagte, dass sich die Lüge eines Tages eventuell zu einer Wahrheit entwickeln könne. Kurz vor dem Konzert wird Ai jedoch von dem Stalker, der damals Gorō ermordete, vor den Augen ihres Sohnes Aqua mit einem Messer attackiert, in dessen Folge Ai verstirbt. Mit ihren letzten Atemzügen sagt sie ihren Kindern, dass sie sie liebe und froh sei, beide auf die Welt gebracht zu haben. Der Täter beging noch am gleichen Tag einen Suizidversuch und verstarb später im Krankenhaus.
Während viele Reaktionen auf den Tod des jungen Idols mitfühlend waren, gab es auch einige, die Kapital aus der Sache schlagen wollen und ihrem Geheimnis um ihre Kinder sehr nahe kamen. Miyako, die sich in Ais Abwesenheit um die beiden gekümmert hat, nimmt Aqua und Ruby als ihre Adoptivkinder auf, während ihr Ehemann kurz nach dem Tod seiner Ziehtochter verschwindet. Am Tag der Beerdigung erkennt Aqua, dass der Stalker alleine niemals zu einer derartigen Detektivarbeit in der Lage gewesen wäre und vermutet einen Komplizen, den er in Ais näherem Umfeld vermutet. Da dieses Umfeld sehr klein ist, kommt er zum Schluss, dass der Drahtzieher ihr eigener Vater ist. Aqua schwört, den vermeintlichen Übeltäter zu finden und ihn zur Rechenschaft zu ziehen.

## Hintergrund und Produktion
Die Anime-Fernsehserie basiert auf den Mangaserie Oshi no Ko von Aka Akasaka und Mengo Yokoyari, der im deutschsprachigen Raum bei Altraverse unter dem Titel [Mein*Star] erscheint.
Bei der Erarbeitung des Mangas ließ sich Akasaka von Geschehnissen aus dem wirklichen Leben inspirieren, beschreibt aber auch Szenarien, die in der japanischen Unterhaltungsindustrie aufgrund von Trends und Regeln tatsächlich passieren können. Bei den Recherchen für die Geschichte führten Akasaka und sein Team Interviews mit unter anderem Talenten, Underground-Idols, Managern, YouTubern und Redakteuren der Regenbogenpresse. So ähnelten Teile der Geschichte aus der Mangaserie wahren Begebenheiten, wie etwa der Suizidfall um Hana Kimura aus dem Jahr 2020. Die Handlung aus dem Prolog – beziehungsweise Episode 1 – zeigte Ähnlichkeiten mit dem Messerangriff auf das Idol Mayu Tomita auf. Tomita wurde von einem enttäuschten Fan mit einem Messer attackiert, nachdem diese dessen Gefühle nicht erwiderte und seine Geschenke wieder an ihn zurücksandte. Sie überlebte den Vorfall schwerstverletzt.
Die Produktion einer Anime-Fernsehserie wurde am 9. Juni des Jahres 2022 offiziell angekündigt. Die Serie entsteht unter der Regie von Daisuke Hiramaki im Animationsstudio Dōga Kōbō. Jin Tanaka zeigt sich für das Drehbuch verantwortlich, während das Charakterdesign von Kanna Hirayama basierend auf den Zeichnungen von Mengo Yokoyari entworfen wurde. Die Musik, die in der ersten Episode zu hören ist, wurde von Takurō Iga komponiert.
Die Synchronsprecher für den Anime wurden durch ein Vorsprechen ermittelt, wobei für jeden Charakter ein eigenes Casting ausgetragen wurde, die fast zeitgleich stattfanden.
In einem Interview mit Anitrendz.net erklärte Produzent Ryo Kobayashi, dass die Entscheidung, die erste Episode in Spielfilmlänge zu produzieren, von Anfang an feststand. Er begründete diese Entscheidung damit, dass die in der Episode vermittelten Emotionen beim Zuschauer besser ankommen als wenn der Handlungsabschnitt über mehrere Folgen hinweg gezeigt werden.

## Ausstrahlung
Die erste Folge der Serie wurde am 12. April 2023 im japanischen Fernsehen, unter anderem auf Tokyo MX und AT-X gezeigt. Im deutschsprachigen Raum erhielt der Verleger peppermint anime die Rechte an einer Ausstrahlung im Simulcast in Originalsprache mit Untertiteln und zeigt die Serie am gleichen Tag auf ihrer Plattform AkibaPass TV.
Im englischsprachigen Raum zeigt HiDive die Serie im Simulcast. Im südostasiatischen Raum wird die Serie auf dem YouTube-Kanal Ani-One gezeigt; in Indien zeigt Netflix die Serie.
Die erste Folge wurde in Japan am 17. März 2023 vorab in 50 Kinos im gesamten Land gezeigt. Im April 2024 wurde angekündigt, dass Eine Mutter und ihre Kinder in Japan ab dem 7. Juni für zwei Wochen erneut in japanischen Kinos gezeigt werde. In Deutschland wurde die erste Episode vorab am 1. und 2. April 2023 im Cinedom in Köln und im Mathäser-Filmpalast in München gezeigt. In den Vereinigten Staaten wurde die erste Folge am 7. April 2023 im Rahmen des Anime Boston gezeigt. Laut der Spezialfolge der Anime-Fernsehserie, die am 31. Mai 2023 gesendet wurde, war es das erste Mal in der Geschichte des Anime, dass eine Premiere zuerst im Kino gezeigt wurde.
Eine englischsprachige Version der Serie erscheint seit dem 24. Mai 2023 auf HiDive. Dialogregisseur ist Shannon D. Reed.

## Synchronisation
| Rolle                     | Originalsprecher  | Englische Stimme     |
| ------------------------- | ----------------- | -------------------- |
| Ai Hoshino                | Rie Takahashi     | Donna Bella Litton   |
| Gorō Amemiya              | Kent Itō          | Jeremy Gee           |
| Sarina Tendōji            | Tomoyo Takayanagi | Savanna Menzel       |
| Aqua Hoshino (Kind)       | Yumi Uchiyama     | Chaney Moore         |
| Aqua Hoshino (Jugendlich) | Takeo Ōtsuka      | Jack Stansbury       |
| Ruby Hoshino              | Yurie Igoma       | Alyssa Marek         |
| Miyako Saitō              | Lynn              | Christina Kelly      |
| Ichigo Saitō              | Hisao Egawa       | Brandon Hearnsberger |
| Taishi Gotanda            | Yasuyuki Kase     | Ty Mahany            |
| Kana Arima                | Megumi Han        | Natalie Rial         |

## Rezeption
Lauren Orsini hob in ihrer Besprechung für Anime News Network lobend hervor, dass man beschlossen habe, die erste Folge in Spielfilmlänge zu veröffentlichen, um die Vorgeschichte zur eigentlichen Handlung zu erzählen. Auch die Charakterentwicklung des Nebencharakters Miyako, die zunächst als Goldgräberin präsentiert wurde, zu einer resilienten Frau und dem einzigen wirklichen Schutzengel für die Zwillinge wurde äußerst positiv wahrgenommen.
Neben Orsini besprachen auch Richard Eisenbeis, Rebecca Silverman, Nicholas Dupree und James Beckett auf derselben Plattform die erste Episode im Rahmen des Anime-Preview-Guide. Dabei vergaben die vier Rezensenten gemischt bis positive Bewertungen ab – Dupree und Eisenbeis jeweils die höchstmögliche Wertung. Eisenbeis beschrieb Eine Mutter und ihre Kinder in seiner Besprechung als aufgrund seiner Länge und der geschlossenen Handlung als einen eigenständigen Film. Er hob die Charakterentwicklung der wichtigsten Charakter, vor allem aber die von Aqua und Ruby, positiv hervor. Die größte Stärke der Episode, so Eisenbeis, liege aber in der Tonalität: Obwohl ein Großteil der Folge um das neue, unbesorgte Leben von Aqua und Ruby dreht, wird der Zuschauer stets daran erinnert, dass die Welt kein freundlicher Ort ist, was auch durch die Lüge und deren Notwendigkeit als wichtiges Leitmotiv untermauert wird. Dupree fügte hinzu, dass es der Trick der Episode sei, den Zuschauer in die Irre zu führen. Zunächst sieht es so aus, als ob Oshi no Ko eine unbequeme Erwachsenen-Comedy-Serie wird, entwickelt sich dann aber in einer trockenen Erkundung der Unterhaltungsindustrie und deren Politik, nur um den Zuschauer gegen Ende der Folge die wahre Prämisse zu präsentieren.
James Beckett, der die schlechteste Bewertung aller Rezensenten vergab, hingegen befand das größte Problem der Pilotfolge in dessen langer Spielzeit von knapp 90 Minuten. Auch wenn diese so konzipiert wurde, dass diese wie ein Spielfilm herüberkomme, wirken die Szenen so als ob sich das Produktionsteam unsicher war, die Szenen in einen Film zeigen zu wollen oder nicht. So beschreibt Beckett den Handlungsstrang nach Gorōs Wiedergeburt als Aquamarine Hoshino größtenteils als linear.
In einem Artikel von Ederlyn Peralta für Comic Book Resources werden die beiden Charaktere Ai Hoshino und Miyako Saitō im Bezug auf ihre Fähigkeiten als Mütter analysiert. So beschreibt sie sowohl Hoshino als auch Saitō auf ihre Art jeweils als die „beste Mutter“. Im Fall von Hoshino wurden unter anderem ihre Aufteilung von Familie und Beruf als Idol positiv hervorgehoben. Sie habe sich trotz des Drucks, der auf sie ausgeübt wird und den Bedenken ihres Managers und ihres Arztes dazu entschieden, die Kinder auf die Welt zu bringen und ihren Traum zu verwirklichen. Auch stelle sie das Wohl ihrer Kinder stets an erster Stelle. Im Fall von Miyako, die sich anfangs sehr genervt von Aqua und Ruby zeigte, sich aber im Verlauf der Geschichte den beiden offenherzig gegenüber zeigte, wurde positiv hervorgehoben, dass sie sich nach Ais Tod freiwillig als Adoptivmutter anbot und eingesteht, dass sie Ai nicht ersetzen aber wie eine zweite Mutter sein könne.
Kurz nach der Ausstrahlung der ersten Folge erreichte der Anime Platz eins der Bestenliste auf MyAnimeList. Auf der Simulcastplattform HiDive avancierte die erste Episode des Anime zwischenzeitlich zur meistgesehenen Folge in der Geschichte des Streaminganbieters.
Laut einem Artikel im deutschsprachigen Koneko-Magazin greife die erste Folge Ais Handlungsstrang auf, die der Frage nachgeht, was es bedeutet, jemanden zu lieben – egal, ob es Liebe zu ihren Kindern, gegenüber ihren Fans oder ihrem Beruf ist. Der Anime greife neben einem kritischen Blick auf die japanische Unterhaltungsindustrie auch die Aufklärung eines Mordes auf. Aufgrund der Überlänge der ersten Folge, bekomme der Zuschauer einen guten und umfassenden Einblick in das Geschehen geboten.